# Dasybasis angusticallus
Dasybasis angusticallus är en tvåvingeart som först beskrevs av Ricardo 1917.  Dasybasis angusticallus ingår i släktet Dasybasis och familjen bromsar. Inga underarter finns listade i Catalogue of Life.